# もっと知りたい! 暮らしQ&A
『もっと知りたい! 暮らしQ&A』は、NHK教育テレビで2000年4月から2005年3月まで毎週金曜日 21:00 - 21:55 (JST) に生放送された視聴者参加型の暮らし情報番組である。

## 概要
元の番組は、1999年4月から2003年3月に放送された『金曜アクセスライン』である。この番組は20:00 - 22:00（20:45 - 21:00は『NHK手話ニュース』放送のため中断）を2部構成で編成していた。前半は『きょうの料理』の一環として長年金曜日に放送された「ふるさとの食べ物紀行」のコーナーを基に、後半は『きょうの料理』『おしゃれ工房』『趣味悠々』『趣味の園芸』などの生活情報番組の補完として、これらの応用・活用をした様々なアイデアを視聴者から募集するというものだった。
2003年4月11日からは20時台のパートが『きょうの健康Q&A』となり、 この番組も21時台1時間の編成となって当タイトルに一新したが、基本的には前番組の21時台の内容をそのまま継承する形となった。
2005年4月1日で放送終了（最後2週はアンコール放送となるため、生放送は3月18日まで）。

## 内容
- 『きょうの料理』、『おしゃれ工房』、『趣味悠々』、『まる得マガジン』で取り上げた食材や掃除、健康法について疑問や質問を視聴者から募集しゲストの料理研究家・専門家らとより掘り下げたアイデアを提供する。

## キャスター
| 期間   | 期間   | 男性       | 女性       |
| ------ | ------ | ---------- | ---------- |
| 2000.4 | 2002.3 | 金井直巳   | （不在）   |
| 2002.4 | 2003.3 | 古屋和雄   | 宮崎美子   |
| 2003.4 | 2004.3 | 榊寿之     | 似鳥裕子   |
| 2004.4 | 2005.3 | 肥土貴美男 | 伊藤かずえ |

備考
金井、古谷、榊、肥土はNHKアナウンサー、似鳥はフリーアナウンサーである。

## 関連番組
- 生活ほっとモーニング第2部・もっと知りたい（平日9時30分 - 9時55分）
- 今夜もあなたのパートナー